# Mariana van Zeller
Mariana de Vilhena de Bettencourt van Zeller (Cascais, 7 de maio de 1976) é uma jornalista portuguesa e correspondente do National Geographic Channel.

## Carreira
Mariana van Zeller estudou relações internacionais na Universidade Lusíada de Lisboa. Após graduar-se, tornou-se jornalista estagiária na rede de televisão SIC e pouco tempo depois virou apresentadora de um programa de viagens por cerca de um ano.
Empenhada em entrar para o mestrado em jornalismo da Universidade Columbia, após não ter sido aceita em duas tentativas, resolve pegar um avião e ir aos Estados Unidos para falar diretamente com o reitor, que imediatamente a tira da lista de espera da universidade, aceitando sua matrícula. Um mês depois de sua chegada à América irrompe o acontecimento do 11 de setembro, e ela, como única jornalista portuguesa naquele momento em Nova York, aproveita a oportunidade e transmite ao vivo o fatos do acontecimento paro Jornal da Noite. Essa aparição vira o estopim para deslanchar sua carreira.
Seus muitos documentários a levaram a cenários de instabilidade e guerra em Serra Leoa, Sri Lanka, Brasil, Nigéria, México, Síria, entre outros.
Passados esses eventos, ela resolve ir de Nova York a Londres para ser produtora de documentários, onde fica por um ano. Decide então ir estudar árabe em Damasco, na Síria, onde permanece por seis meses. Dessa estada sai com um documentário sobre os mujahidins, mártires árabes anti-Estados Unidos. O sucesso do documentário a faz ficar dois anos na Síria, como correspondente para vários canais (CBC canadense, Channel 4 britânico e PBS estadunidense).
Em 2005 tornou-se reporter correspondente da Current TV, canal independente do político Al Gore onde  produziu documentários de investigação premiados. Em 2011 foi convidada para ser reporter correspondente do National Geographic Channel onde continua a produzir documentários de investigação.

## Premiação
2009 - People’s Voice Webby Award, na categoria News & Politics: Individual Episodes, pelo documentário "Obama’s Army".
2010 - Peabody Award, pelo documentário "The OxyContin Express".
2011 - Livingston Award for Young Journalists, na categoria National Reporting pelo documentário "Rape on the Reservation".

## Vida pessoal
Mariana é casada com o também jornalista e produtor de filmes Darren Foster, com quem teve em julho de 2010 o seu primeiro filho, Vasco. Descobriu a vocação para jornalismo ainda na adolescência, enquanto via jornalista do Jornal da Noite apresentar reportagens.
A jornalista é filha única do primeiro casamento, em 25 de outubro de 1974, de Eduardo Belo van Zeller (Oeiras, Caxias, 12 de agosto de 1943), de ascendência Holandesa e Alemã, irmão de Francisco van Zeller, sobrinho-trineto do 1.º Conde de Valbom e sobrinho-bisneto do 1.º Conde de Burnay, com Marta Filomena de Vilhena de Bettencourt (Lisboa, Santa Isabel, 23 de Maio de 1955), de ascendência Judaica, bisneta do 1.º Conde de Correia Bettencourt, trineta do 1.º Visconde de Bettencourt, meia-sobrinha-bisneta do 1.º Barão de Sendal, sobrinha-bisneta do 1.º Visconde de Ferreira do Alentejo e trineta do 8.º Conde das Galveias.
Fluente em português, inglês, espanhol, francês e italiano, Mariana fala também algum árabe em virtude de ter estudado essa língua na Síria.